# Хрещатое (Воронежская область)
Хрещатое — село в Калачеевском районе Воронежской области.
Административный центр Хрещатовского сельского поселения.
В сельское поселение входят 7 населенных пунктов: село Хрещатое, село Лесково, село Переволочное, село Четвериково, хутор Журавлёво,
хутор Грушёвое, хутор Яроватое.

## География

### Улицы
- ул. Восточная,
- ул. Гагарина,
- ул. Калинина,
- ул. Колхозная,
- ул. Красная площадь,
- ул. Октябрьская,
- ул. Полевая,
- ул. Садовая,
- ул. Чапаева,
- пер. Тихий.

## История
Село основано крестьянами-малороссами слободы Старая Меловая во второй половине XVIII века.
В 1844 году построена Лазарево-Воскресенская церковь. По данным 1858 года, в селе Хрещатом
179 дворов с населением 1286 человек. Школа открыта в 1877 году. В 1900 году – 303 двора с
населением 2234 человека. Имелись 32 мельницы, 3 крупорушки, 1 маслобойный завод, 2 мелочных и
11 винных лавок. Ежегодно 27 сентября проводилась Воздвиженская ярмарка. Село входило в
Старомеловатскую волость. В начале 20-х годов образована Хрещатовская волость, в которую входили
село Хрещатое и хутор Грушовый. В 1920 году в селе 454 двора с населением 2811 человек. В середине
20-х годов образован Хрещатовский сельсовет в составе Новомеловатской волости. В него входили
хутора Яроватый и Грушовый и слобода Перевалочная. На территории села организуются товарищества
по совместной обработке земли (ТОЗ) «Парижская коммуна» и «Заветы Ильича». 2 января 1931 года
образована селохозартель им. Буденного, в неё вошло село Хрещатое, хутора Яроватый и Грушовый.
В 1934 году в Хрещатом (570 дворов с населением 3009 человек) и в хуторе Яроватом создан колхоз
им. Буденного, в хуторе Грушовом – им. Крупской. Колхоз им. Буденного впоследствии разделили на
колхозы им. Сталина, им. Буденного и им. Молотова. В 1950 году все они объединились в колхоз
им. Сталина, переименованный позднее в колхоз «Рассвет». В 1976 году в селе 402 двора и 1202
жителя. На январь 1996 года – 384 двора с населением 954 человека.